# Феста ди Сото (Виченца)
Феста ди Сото је насеље у Италији у округу Виченца, региону Венето.
Према процени из 2011. у насељу је живело 28 становника. Насеље се налази на надморској висини од 294 м.